# Moka (distrikt)

Distriktets läge.

Distriktet Moka är ett av önationen Mauritius nio distrikt. Distriktet ligger på öns mellersta del.

## Geografi
Distriktet har en yta på cirka 231 km² och är det näst största till ytan. Befolkningen uppgår till cirka 83 500 invånare. Befolkningstätheten är 355 invånare / km². Moka är tillsammans med Plaines Wilhems de enda distrikten i Mauritius som saknar kust
Inom distriktet ligger bland andra bergstoppen Pieter Both och bergstoppen Le Pouce.

## Förvaltning
Distriktet förvaltas av en chairperson och ISO 3166-2 koden är "MU-MO". Huvudorten är Moka, tidigare var det Quartier Militaire.
Distriktet är underdelad i 16 municipalities.